# Yoram Globus

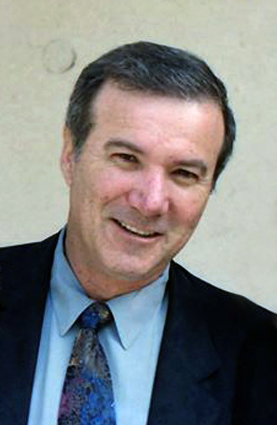
Yoram Globus (1991)

Yoram Globus (hebräisch יורם גלובוס‎; * 1941 in Tiberias, Palästina) ist ein israelischer Filmproduzent.

## Leben
Yoram Globus ist zwölf Jahre jünger als sein Cousin Menahem Golan (1929–2014). Seine Eltern zogen mit ihm in seiner Kindheit nach Kirjat Motzkin, wo sein Vater ein Kino betrieb. In seinen Teenagerjahren erfolgte ein weiterer Umzug nach Tel Aviv, wo seine Eltern ein weiteres Kino führten. Auf Drängen seines Vaters und seines Cousins besuchte Globus eine Wirtschaftshochschule, um dann mit Golan in den 1960er Jahren in die israelische Filmproduktion einzusteigen und die Firma Noah Film zu gründen. Während Golan hier der kreative Kopf war, führte Globus die Geschäfte.
Einer ihrer ersten gemeinsamen Filme war Sallah – oder: Tausche Tochter gegen Wohnung aus dem Jahr 1964. Dieser wurde als erste israelische Produktion überhaupt als bester ausländischer Film für den Oscar nominiert. Dies sollte den beiden in den 1970er Jahren drei weitere Male gelingen. So produzierte Globus dabei mehrfach weitere Filme, die wiederum von Golan inszeniert wurden, darunter auch Operation Thunderbolt aus dem Jahr 1977. Dieser war im Jahr darauf für den Oscar als bester fremdsprachiger Film nominiert. Auf Grund ihrer schnellen Produktionsweise, die immer auch auf niedrige Kosten bedacht war, wurden Globus und Golan in Israel auch „Go-Go-Boys“ genannt.
Globus und Golan wurden zu den wichtigsten israelischen Filmproduzenten, allerdings gelang es ihnen nur selten, auch international tätig und erfolgreich zu sein. Aus diesem Grund versuchten sie, eine eigene international ausgerichtete Produktionsfirma zu etablieren.
Zusammen mit Golan übernahm er 1979 schließlich die US-amerikanische Film-Produktionsfirma Cannon Films. Gemeinsam zählten sie danach zu den wichtigsten unabhängigen Filmproduzenten auf dem US-amerikanischen Filmmarkt. Unter Cannons Films entstanden bis einschließlich 1994 rund 200 Produktionen verschiedener Genres. Das Geschäftsmodell der beiden basierte vor allem darauf, die internationalen Filmrechte vorab zu verkaufen, und zwar sowohl auf dem Kino- als auch auf dem Video- und Fernsehmarkt. In wenigen Fällen existierte dabei zum Zeitpunkt des Verkaufs kaum mehr als ein fiktives Filmplakat.
In den Jahren 1984 (schlechtester Film für Herkules), 1987 (schlechtester Film für Die City-Cobra) und 1988 (schlechtester Film für Harte Männer tanzen nicht) waren Menahem Golan und er jeweils für die Goldene Himbeere nominiert. 1988 waren sie beide für den Film Harte Männer tanzen nicht bei den Independent Spirit Awards nominiert.
Nach der Insolvenz von Cannon Films trennten sich die Wege von Globus und Golan zu Beginn der 1990er Jahre und Globus führte in Israel das Unternehmen Globus-United, zu dem auch eine Kinokette gehört. Zudem war er bis in die 2000er Jahre hinein als Filmproduzent tätig.

## Filmografie (Auswahl)
- 1975: Der Gangsterboss von New York (Lepke)
- 1977: Operation Thunderbolt (Mivtsa Yonatan)
- 1977: Eis am Stiel (Eskimo Limon)
- 1980: Star Rock (The Apple)
- 1981: Ninja, die Killer-Maschine (Enter the Ninja)
- 1981: Eis am Stiel 3 – Liebeleien (Shifshoof Nayim)
- 1982: Eis am Stiel 4 – Hasenjagd (Sapihes)
- 1982: Champions (That Championship Season)
- 1982: Der Mann ohne Gnade (Death Wish II)
- 1983: Die Begegnung (One More Chance)
- 1983: Die verruchte Lady (The Wicked Lady)
- 1983: Das Haus der langen Schatten (House of the Long Shadows)
- 1983: Sahara
- 1983: Herkules (Ercole)
- 1984: Missing in Action
- 1984: Das nackte Gesicht (The Naked Face)
- 1984: Eis am Stiel 5 – Die große Liebe (Roman Za'ir)
- 1984: Love Streams
- 1985: Leidenschaften (Interno Berlinese)
- 1985: Eis am Stiel 6 – Ferienliebe (Harimu Ogen)
- 1985: Lifeforce – Die tödliche Bedrohung (Lifeforce)
- 1985: Hell Squad
- 1985: Invasion U.S.A.
- 1985: Die Abenteuer des Herkules 2. Teil (The Adventures of Hercules)
- 1985: Death Wish III – Der Rächer von New York (Death Wish III)
- 1985: Quatermain – Auf der Suche nach dem Schatz der Könige (King Solomon’s Mines)
- 1985: Runaway Train
- 1985: American Fighter (American Ninja)
- 1985: Fool for Love
- 1985: Missing in Action 2 – Die Rückkehr (Missing in Action 2 – The Beginning)
- 1986: 52 Pick-Up
- 1986: America 3000
- 1986: Die City-Cobra (Cobra)
- 1986: Die Klugscheißer (Asilo di polizia)
- 1986: Invasion vom Mars (Invaders from Mars)
- 1986: Feuerwalze (Firewalker)
- 1986: Otello
- 1986: Nighthunter (Avenging Force)
- 1986: Texas Chainsaw Massacre 2 (The Texas Chainsaw Massacre Part 2)
- 1987: Over the Top
- 1987: Glitzernder Asphalt (Street Smart)
- 1987: Die Barbaren (The Barbarians)
- 1987: American Fighter II – Der Auftrag (American Ninja 2: The Confrontation)
- 1987: Das Weiße im Auge (Death Wish 4: The Crackdown)
- 1987: Shy People – Bedrohliches Schweigen (Shy People)
- 1987: Rendezvous mit einer Leiche (Appointment with Death)
- 1987: Superman IV – Die Welt am Abgrund (Superman IV – The Quest for Peace)
- 1987: Quatermain II – Auf der Suche nach der geheimnisvollen Stadt (Allan Quatermain and the Lost City of Gold)
- 1987: Masters of the Universe
- 1987: Schneewittchen
- 1987: Sturzflug ins Chaos – Wenn schräge Vögel fliegen lernen (Dutch Treat)
- 1987: Hänsel und Gretel
- 1987: Dornröschen
- 1987: Rumpelstilzchen
- 1987: Cannon Movie Tales: Die Schöne und das Biest
- 1987: Cannon Movie Tales: Der Froschkönig
- 1987: Cannon Movie Tales: Des Kaisers neue Kleider
- 1987: Cannon Movie Tales: Rotkäppchen
- 1987: Cannon Movie Tales: Der gestiefelte Kater
- 1988: Missing in Action 3 – Braddock (Braddock: Missing in Action III)
- 1989: Cyborg
- 1999: Delta Force One: The Lost Patrol